# Jan Calábek
Jan Calábek (8. března 1903 Výkleky – 29. ledna 1992 Brno) byl průkopník vědecké kinematografie, botanik, pedagog, režisér, kameraman, člen Československé akademie věd (ČSAV). Byl profesorem fyziologie rostlin na přírodovědecké a pedagogické fakultě Masarykovy univerzity a Vysoké škole zemědělské v Brně. Byl zakladatelem Laboratoře vědeckého filmu ČSAV a čestným předsedou Čs. společnosti pro vědeckou kinematografii při ČSAV. Jeho časosběrná metoda natáčení života rostlin získala významné mezinárodní ocenění. Filmová tvorba Jana Calábka z let 1928–1988 zahrnuje filmy vědecké, populárně-vědecké, školní, vzdělávací i televizní.

## Biografie
Jan Calábek se narodil 8. března 1903 do rodiny rolníka Františka Calábka a Františky roz. Studentové v obci Výkleky, tehdejší okres Hranice na Moravě. Dnes spadají Výkleky do správního obvodu obce s rozšířenou působností Přerov, Olomoucký kraj.

### Studium
V letech 1909–1914 navštěvoval Jan Calábek obecnou školu v rodné obci Výkleky. Pokračoval ve studiu od roku 1914 na Měšťanské škole v Tršicích a v letech 1918–1922 absolvoval Reálné gymnázium v Lipníku nad Bečvou. Vysokoškolská studia zahájil roku 1922 na Přírodovědecké fakultě Masarykovy univerzity v Brně, kde promoval roku 1927.

### Tituly
Roku 1929 byl Janu Calábkovi udělen titul RNDr. Roku 1946 se stal docentem fyziologie rostlin. Jeho vědecká práce byla poté roku 1955 oceněna titulem mimořádný a roku 1966 titulem řádný profesor obecné botaniky.

### Zaměstnání[2]
Již během vysokoškolských studií začal Jan Calábek pracovat od r. 1924 v Ústavu fyziologie rostlin Masarykovy univerzity Brno jako asistent profesora Vladimíra Úlehly. V letech 1930–1948 působil jako středoškolský pedagog na Druhé státní reálce a na Reálném gymnáziu Královo Pole v Brně. Po skončení 2. světové války začal souběžně s pedagogickou činností na střední škole spolupracovat s Laboratoří sběrného filmu na Přírodovědecké fakultě Masarykovy univerzity Brno jako vědecký pracovník opět jako asistent Vladimíra Úlehly. Roku 1948 ukončil činnost středoškolského pedagoga a stal se vyučujícím na Pedagogické fakultě Masarykovy univerzity Brno do roku 1958. Mezitím nastala od roku 1947 i jeho spolupráce s Krátkým filmem - pobočka Brno. Roku 1954 založil Jan Calábek Laboratoř biologického filmu při ČSAV (1956 přejmenována na Laboratoř pro studium životních dějů filmem). V letech 1958–1970 byl pedagogem na Vysoké škole zemědělské v Brně, katedra botaniky a mikrobiologie. Zároveň se již od roku 1962 angažoval v několika vědeckých institucích, např. Oddělení pro studium životních dějů filmem Ústavu experimentální botaniky ČSAV v Praze, Laboratoř vědeckého filmu Ústavu přístrojové techniky ČSAV, Studio výukového a výzkumného filmu Vysoké školy zemědělské, Laboratoř biologie lesa Ústavu pro výzkum obratlovců ČSAV, Botanický ústav, oddělení biologie lesa, Ústav experimentální fytotechniky. Vědeckou činnost ukončil r. 1988 v Ústavu systematické a ekologické biologie ve vysokém věku 85 let.

### Spolupráce
Jan Calábek během své vědecké a popularizační činnosti spolupracoval s několika institucemi např. Československá televize Praha, Československá společnost pro vědeckou kinematografii, Krátký film Praha, Československá akademie věd.

### Vyznamenání a pocty
- 1950 – Národní cena za film Jak roste chléb
- 1951 – Národní cena za film Rostlina a světlo
- 1954 – Státní cena za film Rostlina a voda
- 2003 – zařazení na seznam výročí UNESCO mezinárodně významných osobností či událostí ke 100. výročí narození[3]

## Filmografie
Jan Calábek se podílel na desítkách dokumentárních filmů jako režisér, kameraman i scenárista.